# Hipponax
Hipponax (klassisk grekiska: Ἱππῶναξ) från Efesos, var en grekisk poet omkring 540 f.Kr.
Hipponax är mest känd för sina bitande, ofta tarvliga invektiv, för vilka han uppfann ett särskilt versmått, så kallade haltande jamber. Flera rester av Hipponax diktning finns bevarade.